# Demosthenes von Oinoanda
Gaius Iulius Demosthenes aus Oinoanda war ein römischer Ritter und lykischer Bundespriester im kaiserzeitlichen Lykien, der nur durch Inschriften bekannt ist. Eine der Inschriften nennt seine Stiftung eines musischen Agons unter Kaiser Hadrian, der nach ihm den Namen Demostheneia trug. Eine weitere Inschrift, die Aufschluss über seine Ämterlaufbahn gibt, wurde ihm von seinem Cousin Moles, Sohn des Moles, Sohn des Loubasis, gesetzt.
Gaius Iulius Demosthenes war der Sohn des Gaius Iulius Apollonios. Die Familie, aus der Gaius Iulius Demosthenes stammte, hatte vermutlich unter Caesar oder Augustus das römische Bürgerrecht erworben, wie ihr nomen gentile Iulius anzeigt. Seine Karriere als römischer Ritter gehört vermutlich in das späte 1. Jahrhundert n. Chr. Zu seinen tres militiae, den Stationen des ritterlichen cursus honorum, zählte der Legionstribunat in der legio VI Ferrata. In Syrien war er praefectus der ala VII Phrygum. Unter Trajan erhielt er den Posten eines procurator centenarius in Sizilien. Danach endete seine Karriere als Ritter aus nicht näher nachvollziehbaren Gründen. Fortan engagierte er sich in seiner Heimatstadt und im lykischen Bund.
Die 117 Zeilen umfassende Inschrift zur Stiftung der Demostheneia gibt nicht nur einen detaillierten Einblick in die Organisation eines solchen Agons, sondern nennt auch alle relevanten Institutionen und gesellschaftlichen Gruppen der begünstigten Polis mittlerer Größe in Kleinasien. Der Stifter tritt in der Inschrift als Euergetes auf, der sich als Wohltäter der Stadt in die Tradition seiner Familie stellt und deren Großmut nicht nur beibehalten, sondern sogar übertroffen habe. Zu den durch Gaius Iulius Demosthenes erwiesenen Wohltaten für die Stadt gehörten die Bereitstellung von Getreide und der Bau dreier Stoen am Lebensmittelmarkt, der agora biotike, davon zwei eingeschossige und eine doppelgeschossige. Während des 23 Tage dauernden Festmarktes anlässlich des von ihm gestifteten Agons sollte aller Warenverkehr steuerfrei sein.